# Haslev Kommune
Haslev Kommune i Vestsjællands Amt blev dannet ved kommunalreformen i 1970. Ved strukturreformen i 2007 blev den indlemmet i Faxe Kommune sammen med Rønnede Kommune.

## Tidligere kommuner
Inden kommunalreformen foretog 4 sognekommuner omkring Haslev en frivillig sammenlægning:
| Kommune          | Folketal september 1965 | Byer    |
| ---------------- | ----------------------- | ------- |
| Bråby            | 576                     |         |
| Haslev-Freerslev | 7.019                   | Haslev  |
| Terslev          | 1.489                   | Terslev |
| Øde Førslev      | 703                     | Førslev |
| I alt            | 9.787                   |         |

Ved selve kommunalreformen kom endnu en sognekommune med i Haslev Kommune:
| Kommune  | Folketal 1. januar 1970 | Byer                   |
| -------- | ----------------------- | ---------------------- |
| Haslev   | 10.121                  |                        |
| Teestrup | 1.057                   | Skuderløse og Teestrup |
| I alt    | 11.178                  |                        |

## Sogne
Haslev Kommune bestod af følgende sogne, alle fra Ringsted Herred:
- Bråby Sogn
- Freerslev Sogn
- Haslev Sogn
- Teestrup Sogn
- Terslev Sogn
- Øde Førslev Sogn

## Borgmestre[3]
| Periode   | Navn                | Parti             |
| --------- | ------------------- | ----------------- |
| 1970-1974 | Folmer Nielsen      | Venstre           |
| 1974-1994 | Ib Nordahl Pedersen | Socialdemokratiet |
| 1994-2002 | Oluf Christensen    | Socialdemokratiet |
| 2002-2006 | Henrik Christensen  | Venstre           |